# 에런 소킨
에런 소킨(영어: Aaron Sorkin, 1961년 6월 9일 ~ )은 미국의 영화 각본가, 감독, 프로듀서, 극작가이다.
2010년 영화 《소셜 네트워크》를 통해 아카데미 각색상, 골든 글로브상 각본상, 영국 아카데미상 각색상 등 주요 영화상을 다수 받았다. 드라마 《웨스트 윙》 시즌 1 에피소드 "In Excelsis Deo"의 작가진으로 참여해 프라임타임 에미상을 수상하기도 했다. 2017년 영화 《몰리스 게임》을 통해 감독 데뷔를 하였다.

## 각본
- 2021년 - 리카르도 가족으로 산다는 것 - 연출도 겸함
- 2020년 - 트라이얼 오브 더 시카고 7 - 연출도 겸함
- 2017년 - 몰리스 게임 (Molly's Game) - 감독 데뷔작
- 2015년 - 스티브 잡스 (Steve Jobs)
- 2012년-14년 - 뉴스룸 (The Newsroom) - 텔레비전 드라마
- 2011년 - 머니볼 (Moneyball)
- 2010년 - 소셜 네트워크 (The Social Network)
- 2007년 - 스튜디오 60 (Studio 60 on the Sunset Strip) - TV
- 2007년 - 찰리 윌슨의 전쟁 (Charlie Wilson's War)
- 1999년 - 웨스트 윙 (The West Wing)
- 1995년 - 대통령의 연인 (The American President)
- 1993년 - 맬리스 (Malace)

## 기획
- 2010년 - 소셜 네트워크 (The Social Network)
- 2007년 - 스튜디오 60 (Studio 60 on the Sunset Strip) - TV